# Otonaliteit en utonaliteit
Met otonaliteit en utonaliteit wordt in de muziektheorie de relatie aangegeven tussen de tonen van een akkoord. De termen zijn bedacht door de Amerikaanse musicoloog Harry Partch. De oorspronkelijk Engelse termen verwijzen naar over-tonality (otonality) en under-tonality (utonality). Met otonaliteit wordt een akkoord bedoeld waarvan de tonen opgevat kunnen worden als harmonischen (van beperkte orde) van de grondtoon. Men zegt ook dat een dergelijk akkoord otonaal is. Een utonaliteit is een akkoord waarvan de tonen opgevat kunnen worden als octaven van subharmonischen (van beperkte orde) van de grondtoon, die dus alle, eventueel na reductie, de grondtoon als harmonische hebben. Een utonaliteit wordt ook een utonaal akkoord genoemd.
Een otonaliteit bestaat dus uit tonen waarvan de frequentieverhoudingen met de grondtoon geschreven kunnen worden als breuken met dezelfde noemer. Voor een utonaliteit daarentegen kunnen deze verhoudingen geschreven worden als breuken met dezelfde teller. In beide gevallen moeten de getallen die de breuken vormen tot redelijk kleine getallen beperkt zijn, beperkt tot wat Partch de limiet noemde. Bij een limiet 7, of zoals Partch het uitdrukte: 7-limiet, zijn alleen de volgende verhoudingen toegelaten:
1/1 de grondtoon
1/2, 2/2, 2/1, in dezelfde toonklasse als de grondtoon
1/3, 2/3, 3/3, 3/2, 3/1, na reductie blijft 3/2 over als nieuwe toonklasse
1/4, 2/3, 3/4, 4/4, 4/3, 4/2, 4/1, na reductie blijft 4/3
1/5, 2/5, 3/5, 4/5, 5/5, 5/4, 5/3, 5/2, 5/1, na reductie blijven 8/5, 6/5, 5/4 en 5/3
1/6 ..., 6/1, na reductie blijven geen nieuwe over
1/7, 2/7, ..., 7/7, 7/6, ..., 7/2, 7/1, na reductie: 8/7, 12/7, 10/7, 7/6, 7/5, 7/4
Deze gereduceerde verhoudingen worden weergegeven in de zogenaamde tonaliteitsdiamant.
Het is niet moeilijk in te zien dat een rij breuken met dezelfde noemer ook geschreven kunnen worden als breuken met dezelfde teller, en omgekeerd. Wel zullen bij breuken met relatief kleine tellers en noemers, de alternatieve schrijfwijzen met grotere getallen zijn.

## Achtergrond
De harmonischen van een (grond)toon verschijnen op vrij natuurlijke wijze in muziek. Een klank is bijna in alle gevallen opgebouwd uit de grondtoon en harmonischen in verschillende sterkten. Ze ontstaan eenvoudig door een snaar te verkorten tot een geheel deel en bij het overblazen van een blaasinstrument. Anders is het met subharmonischen, 'ondertonen', die muzikaal ook van betekenis zijn. Het zijn tonen die ontstaan door een snaar tot een geheel veelvoud te verlengen; de grondtoon is een harmonische van zijn subharmonischen.

## Voorbeelden
De tonen met frequentieverhoudingen 5/4, 3/2 en 7/4 tot de grondtoon vormen een otonaliteit. De verhoudingen kunnen namelijk geschreven worden als 5/4, 6/4 en 7/4, dus met 4 als gemeenschappelijke noemer. De eerste twee tonen zijn respectievelijk de grote terts en de reine kwint van de grondtoon.
De rij 5/4, 3/2 en 7/4 laat zich ook schrijven als 105/84, 105/70 en 105/60, dus met gemeenschappelijke teller 105. Dit is met dermate grote getallen dat de rij niet als utonaliteit wordt opgevat.
De tonen met frequentieverhoudingen 8/7, 4/3 en 8/5 tot de grondtoon vormen een utonaliteit. De verhoudingen kunnen namelijk geschreven worden als 8/7, 8/6 en 8/5, dus met 8 als gemeenschappelijke teller. De laatste twee tonen zijn respectievelijk de reine kwart en de kleine sext van de grondtoon.
Ook kunnen de breuken 8/7, 4/3 en 8/5 geschreven worden met gemeenschappelijke noemer, namelijk als 120/105, 140/105 en 168/105. Dus ook hier met zulke grote getallen dat niet van otonaliteit gesproken wordt.

## Tonaliteitsdiamant
De door Partch ingevoerde tonalitietsdiamant laat zich het gemakkelijkst verklaren aan de hand van de volgende tabel, waarin de breuken staan met de rijhoofden als teller en de kolomhoofden als noemer:
|   | 4   | 5   | 6   | 7   |
| - | --- | --- | --- | --- |
| 7 | 7/4 | 7/5 | 7/6 | 7/7 |
| 6 | 6/4 | 6/5 | 6/6 | 6/7 |
| 5 | 5/4 | 5/5 | 5/6 | 5/7 |
| 4 | 4/4 | 4/5 | 4/6 | 4/7 |
De rijen vormen dus utonaliteiten en de klolommen otonaliteiten.
Na vereenvoudiging en reductie naar een octaaf ontstaat:
|   | 4   | 5   | 6   | 7    |
| - | --- | --- | --- | ---- |
| 7 | 7/4 | 7/5 | 7/6 | 1/1  |
| 6 | 3/2 | 6/5 | 1/1 | 12/7 |
| 5 | 5/4 | 1/1 | 5/3 | 10/7 |
| 4 | 1/1 | 8/5 | 4/3 | 8/7  |
Zet men de tabel op een punt, dan ontstaat de betreffende tonaliteisdiamant.
```
7-limiettonaliteitdiamant:
         7/4
      3/2   7/5
   5/4   6/5   7/6
1/1   1/1   1/1   1/1
   8/5   5/3   12/7
      4/3   10/7
         8/7
```

Utonale samenklank geeft meer verschiltonen dan otonale samenklank.

## Uitgebreide diamant
Partch ontwikkelde vervolgens een 11-limiet diamant.

Harry Partch: Uitgebreide Tonaliteit Diamant

## Bron
- Partch, Harry. Genesis of a Music, 2nd ed. Da Capo Press, 1974. ISBN 0-306-80106-X